# Horst Janssen
Horst Janssen (Amburgo, 14 novembre 1929 – 31 agosto 1995) è stato un artista tedesco.

## Biografia
Janssen fu uno dei disegnatori e illustratori più conosciuti nella Germania del dopoguerra. Figlio naturale, passò la sua gioventù ad Oldenburg. Nel 1945 si trasferì definitivamente ad Amburgo dove studiò all'accademia di belle arti e dove visse fino alla morte. Nel 2000 è stato istituito un museo ad Oldenburg dedicato a Janssen.

## Opere
- Selbstbildnisse, Verlag St. Gertrude, Hamburg 1994. ISBN 3-923848-51-X.
- Frauenbildnisse, Verlag St. Gertrude, Hamburg 1988. ISBN 3-923848-22-6.
- Landschaften. Verlag St. Gertrude, Hamburg 1989. ISBN 3-923848-24-2.
- Eros Tod und Maske, Verlag St. Gertrude, Hamburg 1992. ISBN 3-923848-46-3.
- Nature Morte, Verlag St. Gertrude, Hamburg 1993. ISBN 3-923848-47-1.
- Das Tier, Verlag St. Gertrude, Hamburg 1995. ISBN 3-923848-64-1.
- Freunde und andere, Verlag St. Gertrude, Hamburg 1996. ISBN 3-923848-69-2.
- Das Plakat 1957–1994. Verlag St. Gertrude, Hamburg 1999. ISBN 3-923848-82-X.
- Retrospektive, Verlag St. Gertrude, Hamburg 2000. ISBN 3-923848-89-7.
- Kunst der Zeichnung, Verlag St. Gertrude, Hamburg 2003. ISBN 3-935855-02-8.